# スティック・メン
スティック・メン（Stick Men）は、パット・マステロット、トニー・レヴィン、およびマイケル・ベルニエによって2007年に始動したプログレッシブ・ロック・バンド。2010年以来、ラインナップはマステロット、レヴィン、およびマーカス・ロイターで定着している。バンドはチャップマン・スティックとドラムによるプログレッシブ・ロック・ミュージックを演奏するための手段として結成された。

## 略歴

### 結成期
2007年に、トニー・レヴィンは、キング・クリムゾンのバンド・メイトであるパット・マステロットをドラムに迎え、チャップマン・スティックによって録音された作品からなる『Stick Man』というタイトルのソロ・アルバムをリリースした。これを機に、マステロット、レヴィン、そしてマイケル・ベルニエによるバンド、スティック・メンが結成されることとなった。
2010年にファースト・アルバム『スープ』をリリース。ベルニエはリリース後、間もなくしてバンドを脱退し、2010年8月上旬にマーカス・ロイターが加入した。

### 第二期
2011年にCD『Absalom』を、2012年6月に『Open』という即興のアルバムを発売した。2013年2月には『Deep』というスタジオ・アルバムが発売された（DVD付きの特別版もある）。アルバムは、マステロットのボーカルをフィーチャーした「Horatio」のような例外を除き、大部分がインストゥルメンタルで、ヘヴィ・ロックと呼べる作品群となっていることが特徴である。このアルバムには、レヴィンがボストンを出てホエールウォッチングの旅をした体験に基づく11分に及ぶトーン・ポエム (音詩)も含まれている。
2014年1月、初のライブ・アルバム『Power Play』をリリースした。
2014年10月、スティック・メンは2枚組ベスト・アルバム『アンソロジー 2010-2014』をリリースした。ディスク1はスタジオ録音の作品を特集し、ディスク2はツアーで演奏した様々なレコーディングされたライブでの即興演奏をまとめたものだった。アルバムには他の様々なスティック・メンの曲のリミックスとリメイクも含まれている。
その後、キング・クリムゾンに関わるメンバーとのコラボレーションによる2枚のライブ・アルバムが日本の東京でレコーディングされた。最初のものである、ヴァイオリンとキーボードのデヴィッド・クロスをフィーチャーしたアルバム『ライヴ・イン・トーキョー 2015』は、2015年に録音された。続く、サックスのメル・コリンズとのアルバム『六本木 - ライヴ・イン・トーキョー 2017』は、2017年に録音された。
マーカス・ロイターを迎えてから4枚目となるアルバム『プログ・ノワール - 暗黒への進化』は、2016年に録音され、その年のうちにリリースされた。このアルバムでは、いくつかのボーカル曲がフィーチャーされている。トニー・レヴィンがタイトル・トラックを歌い、マーカス・ロイターが「Plutonium」を歌い、プロモーション・シングル「The Tempest」は二人で歌った。
レヴィンとマステロットが参加するキング・クリムゾンの仕事が2021年一杯で一段落がつき、翌2022年より活動を再開。6年ぶりのスタジオ作品『Tentacles』をリリースし、同年7月にはビルボードライブにて来日を果たした。

## スタイル
スタイルから見ると、スティック・メンのサウンドは非常にユニークである。リード・ミュージシャンが「他とは違った楽器を演奏している」稀有なバンドという事実を謳い文句としつつ、彼らの音楽はアート・ロック、プログレッシブ・ロック、そして場合によってはプログレッシブ・メタルといった音楽ジャンルのどこかに落とし込まれるようなものとして発展していった。彼らのライブにはフリー・ミュージックや即興演奏の大きな影響があった。ミュージシャンはしばしばフリー・ミュージック・ジャムによって、それぞれの楽器を使いこなす自らの才能を披露するものだからである。最も注目に値するのは、キング・クリムゾンを率いるギタリストのロバート・フリップによる曲ばかりでなく、バンドによる曲を演奏することによってキング・クリムゾンとのつながりと称賛を尊重していることである。スティック・メンはまた、ストラヴィンスキーの「Firebird Suite」の要約版を作曲している。これは彼らのライブでの定番となっている。
彼らの作品はだいたいインストゥルメンタルであり、ボーカルをフィーチャーした曲はあまりない。ボーカルのほとんどはレヴィンによるものだが、ロイターやマステロットによるものもある。『スープ』のリリース後、ベルニエはバンドのいくつかの歌にボーカルを提供していた。

## メンバー
※2022年7月時点

### 現ラインナップ
- トニー・レヴィン (Tony Levin) – スティック、ボーカル (2007年– )
- パット・マステロット (Pat Mastelotto) – ドラムス (2007年– )
- マーカス・ロイター (Markus Reuter) – タッチギター (2010年– )

### 旧メンバー
- マイケル・ベルニエ (Michael Bernier) – スティック、ボーカル (2007年-2010年)

## ディスコグラフィ

### スタジオ・アルバム
- Stick Men (2009年) ※『スープ』からの先行特別リリース
- 『スープ』 - Soup (2010年)
- Absalom (2011年) ※EP
- Open (2012年)
- Deep (2013年)
- 『プログ・ノワール - 暗黒への進化』 - Prog Noir (2016年)
- Tentacles (2022年) ※EP

### ライブ・アルバム
- Power Play (2014年)
- Unleashed: Live Improvs 2013 (2014年) ※『アンソロジー 2010-2014』ディスク2の単独発売
- 『ライヴ・イン・トーキョー 2015』 - Midori: Live In Tokyo (2016年) ※デヴィッド・クロス参加
- 『六本木 - ライヴ・イン・トーキョー 2017』 - Roppongi - Live In Tokyo 2017 (2017年) ※メル・コリンズ参加
- 『ライヴ・イン・ジャパン2020 - 終焉』 - Owari (2020年) ※ゲイリー・ハズバンド参加
- 『ライヴ・イン・ジャパン2022』 - Umeda (Live in Osaka 2022) (2023年)

#### デジタル・リリース・ライブ・アルバム
- Live in Montevideo 2011 (2011年)
- Live in Buenos Aires 2011 (2011年)
- Midori - Live in Tokyo 2015, First Show (2015年) ※デヴィッド・クロス参加
- Midori - Live in Tokyo 2015, Second Show (2015年) ※デヴィッド・クロス参加
- Roppongi - Live in Tokyo 2017, Show 1 (2017年) ※メル・コリンズ参加
- Roppongi - Live in Tokyo 2017, Show 2 (2017年) ※メル・コリンズ参加

### コンピレーション・アルバム
- 『アンソロジー 2010-2014』 - Supercollider: An Anthology 2010-2014 (2014年)
- KONNEKTED (2017年) ※デジタル・リリース
- KOLLEKTED (2017年) ※2017年のキング・クリムゾン・ツアーで配布されたプロモーションCD